# 姚式
姚式（?—?），字子敬，归安（今湖州）人。
生卒年不詳。早年從學於敖繼公。以書画知名，與趙孟頫交好，趙孟頫曾贈以詩曰：“我友子姚子，風流如晉人。”高克恭薦为绍兴路儒学教授。和錢選、趙孟頫、張復亨、牟應龍、蕭子中、陳康祖、陳信仲等號為“吳興八俊”。有《古今樂府》，久佚。